# ورنون نوروود
ورنون نوروود (انگلیسی: Vernon Norwood؛ زادهٔ ۱۰ آوریل ۱۹۹۳) دونده اهل ایالات متحده آمریکا است.